# Саут-Лебанон Тауншип (округ Лебанон, Пенсільванія)
Саут-Лебанон Тауншип (англ. South Lebanon Township) — селище (англ. township) в США, в окрузі Лебанон штату Пенсільванія. Населення — 10 416 осіб (2020).

## Демографія
Згідно з переписом 2010 року, у селищі мешкали 9463 особи в 3429 домогосподарствах у складі 2550 родин. Було 3604 помешкання
Расовий склад населення:
| - 92,6 % — білих - 2,3 % — чорних або афроамериканців - 0,9 % — азіатів - 0,2 % — корінних американців - 2,3 % — осіб інших рас |

До двох чи більше рас належало 1,6 %. Частка іспаномовних становила 6,1 % від усіх жителів.
За віковим діапазоном населення розподілялося таким чином: 20,6 % — особи молодші 18 років, 59,6 % — особи у віці 18—64 років, 19,8 % — особи у віці 65 років та старші. Медіана віку мешканця становила 44,6 року. На 100 осіб жіночої статі у селищі припадало 97,9 чоловіків;  на 100 жінок у віці від 18 років та старших — 98,4 чоловіків також старших 18 років.
Середній дохід на одне домашнє господарство  становив 69 634 долари США (медіана — 63 159), а середній дохід на одну сім'ю — 77 609 доларів (медіана — 69 654). Медіана доходів становила 49 260 доларів для чоловіків та 40 518 доларів для жінок. За межею бідності перебувало 7,2 % осіб, у тому числі 10,5 % дітей у віці до 18 років та 8,2 % осіб у віці 65 років та старших.
Цивільне працевлаштоване населення становило 4453 особи. Основні галузі зайнятості: освіта, охорона здоров'я та соціальна допомога — 25,3 %, виробництво — 16,1 %, роздрібна торгівля — 11,5 %, науковці, спеціалісти, менеджери — 7,3 %.